# Abidis
Abidis é uma divindade da mitologia dos celtiberos e o nome de um rei mitológico relacionado com a cidade portuguesa de Santarém.
Durante a sua Odisseia, Ulisses de Ítaca teria passado por terras lusitanas, onde se apaixonou por Calipso, filha do celtibero Gorgoris, rei dos Cunetas. Dessa relação teria nascido Abidis, que o avô teria mandado abandonar, colocando numa cesta foi atirado ao rio Tejo.
A cesta subiu o rio contra a corrente e foi recolhida por uma loba ou uma cerva na praia de Santarém, que alimentou e protegeu o príncipe Abidis. Após algumas peripécias, este acabou por ser reconhecido por Calipso, que o tornou o legítimo herdeiro do trono, e escolhendo o sítio de Santarém para capital do reino, ao qual deu o nome de Esca Abidis (o manjar de Abidis), que teria derivado em linguagem corrente para Scalabis.
No tempo do domínio romano, Santarém teve o nome de Scalabicastrum, e essa origem permanece na designação dos habitantes, conhecidos por escalabitanos.

## Monarchia Lusytana (de Bernardo Brito)
Bernardo de Brito, na Monarchia Lusytana, refere o mito de Abidis, semelhante ao de Moisés, relacionado com a cidade de Santarém. Abidis seria assim neto de Gorgoris, enquanto filho enjeitado da sua filha Calipso, tendo sido abandonado no Tejo.
Brito segue Florián de Ocampo quanto à duração do seu reinado - 35 anos, e depois refere que não havendo nenhuma coisa certa sobre os sucessores de Abidis, entre os Cronistas de Espanha, a linha da monarquia lusitana é interrompida em Abidis, ao que se teria seguido uma grande seca em toda a Hispania.
Estes episódios são mencionados na Monarchia Lusytana no Capítulo 23:

Como Abidis começou de reinar em Lusitania, e nas mais partes de Espanha, e das coisas que sucederam em seu reinado.